# Wydział Matematyki, Fizyki i Techniki Uniwersytetu Kazimierza Wielkiego
Wydział Matematyki, Fizyki i Techniki Uniwersytetu Kazimierza Wielkiego w Bydgoszczy – historyczny wydział Uniwersytetu Kazimierza Wielkiego. Jego siedziba znajdowała się przy ul. Ogińskiego 16 w Bydgoszczy. 1 października 2019, zarządzeniem Rektora UKW, Wydział został zlikwidowany na skutek reorganizacji struktur uniwersyteckich.

## Struktura organizacyjna

### Instytut Fizyki
Dyrektor: prof. dr hab. Kazimierz Fabisiak
- Zakład Fizyki Teoretycznej i Informatyki
- Zakład Materiałów Optoelektronicznych
- Zakład Radiospektroskopii i Fizyki Węgla

### Instytut Matematyki
Dyrektor: dr hab. Andrzej Prószyński, prof. UKW
- Zakład Algebry i Dydaktyki Matematyki
- Zakład Analizy Matematycznej
- Zakład Informatyki
- Zakład Topologii

### Instytut Mechaniki i Informatyki Stosowanej
Dyrektor: prof. dr hab. inż. Mariusz Kaczmarek
- Zakład Biomechaniki i Mechaniki Eksperymentalnej
- Zakład Mechaniki Materiałów Porowatych
- Zakład Mechatroniki
- Zakład Systemów Baz Danych i Inteligencji Obliczeniowej
- Zakład Teleinformatyki

### Instytut Techniki
Dyrektor: prof. dr hab. inż. Bogusław Czupryński
- Zakład Chemii i Technologii Poliuretanów
- Zakład Informatyki
- Zakład Inżynierii Materiałowej
- Zakład Konstrukcji Drewnianych
- Zakład Podstaw Bioinżynierii Medycznej i Elektrotechniki
- Zakład Podstaw Konstrukcji i Eksploatacji Maszyn
- Zakład Problemów Bezpieczeństwa i Ochrony Pracy

## Kierunki studiów
- edukacja techniczno-informatyczna
- fizyka
- informatyka
- inżynieria bezpieczeństwa
- inżynieria materiałowa
- matematyka
- mechatronika

## Władze Wydziału
W kadencji 2016-2019:
| Stanowisko                   | Imię i nazwisko                            |
| ---------------------------- | ------------------------------------------ |
| Dziekan                      | dr hab. inż. Grzegorz Domek, prof. UKW     |
| Prodziekan ds. Dydaktycznych | dr Katarzyna Chmielewska                   |
| Prodziekan ds. Nauki         | dr hab. inż. Mieczysław Cieszko, prof. UKW |